# Az Oregon State Beavers bowlmérkőzéseinek listája
Az Oregon State Beavers amerikaifutball-csapata az NCAA I-es divíziójának bowl-aldivíziójában (FBS) képviseli a Pac-12 Conference North divíziójának tagjaként játszó Oregoni Állami Egyetemet.
A listán nem szerepel az alkalmas ellenfél hiányában elmaradt 1960-as Gotham Bowl, valamint a rendes szezon idejében megrendezett 1980-as Mirage Bowl.

## Mérkőzések
| Bajnokság            | Pontszám | Dátum              | Szezon | Ellenfél                  | Helyszín                       | Település                  | Nézők száma | Vezetőedző      |
| -------------------- | -------- | ------------------ | ------ | ------------------------- | ------------------------------ | -------------------------- | ----------- | --------------- |
| Pineapple Bowl       | 39–6     | 1940. január 1.    | 1939   | Hawaii Rainbow Warriors   | Honolulu Stadium               | Honolulu, Hawaii           | 15 000      | Lon Stiner      |
| Rose Bowl            | 20–16    | 1942. január 1.    | 1941   | Duke Blue Devils          | Duke Stadium                   | Durham, Észak-Karolina     | 56 000      | Lon Stiner      |
| Pineapple Bowl       | 47–27    | 1949. január 1.    | 1948   | Hawaii Rainbow Warriors   | Honolulu Stadium               | Honolulu                   | 15 000      | Lon Stiner      |
| Rose Bowl            | 35–17    | 1957. január 1.    | 1956   | Iowa Hawkeyes             | Rose Bowl                      | Pasadena, Kalifornia       | 97 126      | Tommy Prothro   |
| Liberty Bowl         | 6–0      | 1962. december 15. | 1962   | Villanova Wildcats        | Philadelphia Municipal Stadium | Philadelphia, Pennsylvania | 17 048      | Tommy Prothro   |
| Rose Bowl            | 34–7     | 1965. január 1.    | 1964   | Michigan Wolverines       | Rose Bowl                      | Pasadena                   | 100 423     | Tommy Prothro   |
| Oahu Bowl            | 23–17    | 1999. december 25. | 1999   | Hawaii Rainbow Warriors   | Aloha Stadium                  | Honolulu                   | 40 974      | Dennis Erickson |
| Fiesta Bowl          | 41–9     | 2001. január 1.    | 2000   | Notre Dame Fighting Irish | Sun Devil Stadium              | Tempe, Arizona             | 75 428      | Dennis Erickson |
| Insight Bowl         | 38–13    | 2002. december 26. | 2002   | Pittsburgh Panthers       | Bank One Ballpark              | Phoenix, Arizona           | 40 533      | Dennis Erickson |
| Las Vegas Bowl       | 55–14    | 2003. december 24. | 2003   | New Mexico Lobos          | Sam Boyd Stadium               | Las Vegas, Nevada          | 25 437      | Mike Riley      |
| Insight Bowl         | 38–21    | 2004. december 28. | 2004   | Notre Dame Fighting Irish | Bank One Ballpark              | Phoenix                    | 45 917      | Mike Riley      |
| Sun Bowl             | 39–38    | 2006. december 28. | 2006   | Missouri Tigers           | Sun Bowl                       | El Paso, Texas             | 48 732      | Mike Riley      |
| Emerald Bowl         | 21–14    | 2008. december 31. | 2008   | Maryland Terrapins        | AT&T Park                      | San Francisco, Kalifornia  | 32 514      | Mike Riley      |
| Sun Bowl             | 3–0      | 2008. december 31. | 2008   | Pittsburgh Panthers       | Sun Bowl                       | El Paso                    | 49 037      | Mike Riley      |
| Maaco Bowl Las Vegas | 44–20    | 2009. december 22. | 2009   | BYU Cougars               | Sam Boyd Stadium               | Las Vegas                  | 40 018      | Mike Riley      |
| Alamo Bowl           | 31–27    | 2012. december 29. | 2012   | Texas Longhorns           | Alamodone                      | San Antonio, Texas         | 65 217      | Mike Riley      |
| Hawaii Bowl          | 38–23    | 2013. december 24. | 2013   | Boise State Broncos       | Aloha Stadium                  | Honolulu                   | 29 106      | Mike Riley      |
| LA Bowl              | 24–13    | 2021. december 18. | 2021   | Utah State Aggies         | SoFi Stadion                   | Los Angeles, Kalifornia    | 29 898      | Jonathan Smith  |
| Las Vegas Bowl       | 30–3     | 2022. december 17. | 2022   | Florida Gators            | Allegiant Stadium              | Las Vegas                  | 29 750      | Jonathan Smith  |
| Sun Bowl             | 40–8     | 2023. december 29. | 2023   | Notre Dame Fighting Irish | Sun Bowl                       | El Paso                    | 48 223      | Kefense Hynson  |

A zöld szín a nyertes, a piros pedig a vesztes mérkőzéseket jelöli.

## Fordítás
- Ez a szócikk részben vagy egészben  a   List of Oregon State Beavers bowl games című angol Wikipédia-szócikk ezen változatának fordításán alapul.  Az eredeti cikk szerkesztőit annak laptörténete sorolja fel. Ez a jelzés csupán a megfogalmazás eredetét és a szerzői jogokat jelzi, nem szolgál a cikkben szereplő információk forrásmegjelöléseként.